# Beylikdüzü Voleybol İhtisas Spor Kulübü 2018-2019
Questa voce raccoglie le informazioni riguardanti il Beylikdüzü Voleybol İhtisas Spor Kulübü nelle competizioni ufficiali della stagione 2018-2019.

## Organigramma societario
Area direttiva
- Presidente: Hasan Günakan

Area tecnica
- Allenatore: Mehmet Bedestenlioğlu
- Scoutman: Olcay Kahraman

## Rosa
| N° | Nome                | Ruolo | Data di nascita  | Nazionalità sportiva |
| -- | ------------------- | ----- | ---------------- | -------------------- |
| 1  | Melisa Memiş        | L     | 27 gennaio 1998  | Turchia              |
| 3  | Simay Kurt          | L     | 29 luglio 2000   | Turchia              |
| 4  | Simone Lee          | S     | 7 settembre 1996 | Stati Uniti          |
| 5  | Ergül Avcı          | C     | 24 luglio 1987   | Turchia              |
| 6  | Elçin Ruşut         | O     | 24 novembre 2001 | Turchia              |
| 7  | Kelly Hunter        | P     | 7 settembre 1994 | Stati Uniti          |
| 8  | Bahar Akbay         | C     | 21 gennaio 1998  | Turchia              |
| 9  | Zekiye Ünal         | S     | 22 giugno 2002   | Turchia              |
| 10 | Deniz Uyanık        | C     | 25 giugno 2001   | Turchia              |
| 11 | Andrea Drews        | O     | 25 dicembre 1993 | Stati Uniti          |
| 12 | Ayşegül Girgin      | P     | 14 agosto 1997   | Turchia              |
| 13 | Sabriye Gönülkırmaz | C     | 17 maggio 1994   | Turchia              |
| 14 | Seray Altay         | S     | 25 agosto 1987   | Turchia              |
| 15 | Buse Kara           | S     | 30 agosto 1998   | Turchia              |
| 17 | Ceyda Aktaş         | S     | 18 agosto 1994   | Turchia              |

## Risultati

### Sultanlar Ligi

#### Girone di andata
| 1ª giornata - 3 novembre 2018 Başkent Voleybol Salonu, Ankara         | Halkbank          | 1 - 3 | Beylikdüzü Vİ | 25-23, 16-25, 9-25, 18-25        |
| 2ª giornata - 6 novembre 2018 Beylikdüzü Spor Salonu, Istanbul        | Beylikdüzü Vİ     | 1 - 3 | Fenerbahçe    | 32-34, 18-25, 25-21, 16-25       |
| 3ª giornata - 9 novembre 2018 Beylikdüzü Spor Salonu, Istanbul        | Beylikdüzü Vİ     | 0 - 3 | Eczacıbaşı    | 16-25, 20-25, 12-25              |
| 4ª giornata - 13 novembre 2018 Burhan Felek Spor Salonu, Istanbul     | Türk Hava Yolları | 3 - 0 | Beylikdüzü Vİ | 29-27, 25-20, 25-23              |
| 5ª giornata - 17 novembre 2018 Beylikdüzü Spor Salonu, Istanbul       | Beylikdüzü Vİ     | 3 - 0 | Çanakkale     | 26-24, 26-24, 25-20              |
| 6ª giornata - 24 novembre 2018 Başkent Voleybol Salonu, Ankara        | Karayolları       | 1 - 3 | Beylikdüzü Vİ | 25-16, 14-25, 18-25, 17-25       |
| 7ª giornata - 1º dicembre 2018 Beylikdüzü Spor Salonu, Istanbul       | Beylikdüzü Vİ     | 0 - 3 | Beşiktaş      | 21-25, 21-25, 17-25              |
| 8ª giornata - 27 novembre 2018 VakıfBank Spor Sarayı, Istanbul        | VakıfBank         | 3 - 0 | Beylikdüzü Vİ | 25-17, 25-15, 25-20              |
| 9ª giornata - 14 dicembre 2018 Beylikdüzü Spor Salonu, Istanbul       | Beylikdüzü Vİ     | 2 - 3 | Galatasaray   | 35-33, 20-25, 25-22, 18-25, 7-15 |
| 10ª giornata - 22 dicembre 2018 Mimar Sinan Kapalı Spor Salonu, Aydın | Aydın BB          | 2 - 3 | Beylikdüzü Vİ | 25-17, 12-25, 25-23, 15-25, 6-15 |
| 11ª giornata - 25 dicembre 2018 Beylikdüzü Spor Salonu, Istanbul      | Beylikdüzü Vİ     | 1 - 3 | Nilüfer       | 23-25, 25-20, 21-25, 17-25       |

#### Girone di ritorno
| 12ª giornata - 13 gennaio 2019 Beylikdüzü Spor Salonu, Istanbul     | Beylikdüzü Vİ | 3 - 1 | Halkbank          | 25-19, 25-22, 23-25, 26-24        |
| 13ª giornata - 16 gennaio 2019 Burhan Felek Spor Salonu, Istanbul   | Fenerbahçe    | 3 - 0 | Beylikdüzü Vİ     | 25-21, 25-20, 25-22               |
| 14ª giornata - 19 gennaio 2019 Eczacıbaşı Spor Salonu, Istanbul     | Eczacıbaşı    | 3 - 1 | Beylikdüzü Vİ     | 24-26, 25-13, 25-17, 25-20        |
| 15ª giornata - 27 gennaio 2019 Beylikdüzü Spor Salonu, Istanbul     | Beylikdüzü Vİ | 3 - 0 | Türk Hava Yolları | 25-18, 25-21, 32-30               |
| 16ª giornata - 30 gennaio 2019 Anafartalar Spor Salonu, Çanakkale   | Çanakkale     | 1 - 3 | Beylikdüzü Vİ     | 23-25, 13-25, 31-29, 15-25        |
| 17ª giornata - 3 febbraio 2019 Beylikdüzü Spor Salonu, Istanbul     | Beylikdüzü Vİ | 3 - 1 | Karayolları       | 21-25, 25-16, 25-18, 25-20        |
| 18ª giornata - 10 febbraio 2019 Burhan Felek Spor Salonu, Istanbul  | Beşiktaş      | 2 - 3 | Beylikdüzü Vİ     | 25-21, 17-25, 25-23, 18-25, 11-15 |
| 19ª giornata - 17 febbraio 2019 Beylikdüzü Spor Salonu, Istanbul    | Beylikdüzü Vİ | 0 - 3 | VakıfBank         | 17-25, 17-25, 21-25               |
| 20ª giornata - 23 febbraio 2019 Burhan Felek Spor Salonu, Istanbul  | Galatasaray   | 3 - 1 | Beylikdüzü Vİ     | 25-14, 21-25, 25-17, 25-21        |
| 21ª giornata - 3 marzo 2019 Beylikdüzü Spor Salonu, Istanbul        | Beylikdüzü Vİ | 3 - 1 | Aydın BB          | 21-25, 25-23, 25-12, 25-15        |
| 22ª giornata - 10 marzo 2019 Cengiz Göllü Kapalı Spor Salonu, Bursa | Nilüfer       | 3 - 1 | Beylikdüzü Vİ     | 19-25, 25-18, 25-17, 25-17        |

#### Play-off scudetto
| Quarti di finale (gara 1) - 28 marzo 2019 Beylikdüzü Spor Salonu, Istanbul       | Beylikdüzü Vİ     | 0 - 3 | Eczacıbaşı        | 24-26, 15-25, 14-25               |
| Quarti di finale (gara 2) - 30 marzo 2019 Burhan Felek Spor Salonu, Istanbul     | Eczacıbaşı        | 3 - 1 | Beylikdüzü Vİ     | 25-15, 21-25, 25-18, 25-23        |
| Semifinali 5º posto (gara 1) - 10 aprile 2019 Beylikdüzü Spor Salonu, Istanbul   | Beylikdüzü Vİ     | 3 - 0 | Beşiktaş          | 25-21, 25-21, 25-19               |
| Semifinali 5º posto (gara 2) - 13 aprile 2019 Burhan Felek Spor Salonu, Istanbul | Beşiktaş          | 2 - 3 | Beylikdüzü Vİ     | 25-23, 18-25, 25-22, 16-25, 11-15 |
| Finale 5º posto (gara 1) - 19 aprile 2019 Beylikdüzü Spor Salonu, Istanbul       | Beylikdüzü Vİ     | 3 - 1 | Türk Hava Yolları | 30-28, 25-20, 21-25, 25-21        |
| Finale 5º posto (gara 2) - 22 aprile 2019 Burhan Felek Spor Salonu, Istanbul     | Türk Hava Yolları | 0 - 3 | Beylikdüzü Vİ     | 23-25, 22-25, 22-25               |

### Coppa di Turchia

#### Fase a eliminazione diretta
| Ottavi di finale (andata) - 4 gennaio 2019 Beylikdüzü Spor Salonu, Istanbul        | Beylikdüzü Vİ | 0 - 3 | Nilüfer       | 24-26, 25-27, 21-25                         |
| Ottavi di finale (ritorno) - 7 gennaio 2019 Cengiz Göllü Kapalı Spor Salonu, Bursa | Nilüfer       | 1 - 3 | Beylikdüzü Vİ | 29-27, 20-25, 23-25, 15-25 Golden set: 15-8 |

## Statistiche

### Statistiche di squadra
| Competizione     | Punti | In casa | In casa | In casa | In trasferta | In trasferta | In trasferta | Totale | Totale | Totale |
| Competizione     | Punti | G       | V       | P       | G            | V            | P            | G      | V      | P      |
| ---------------- | ----- | ------- | ------- | ------- | ------------ | ------------ | ------------ | ------ | ------ | ------ |
| Sultanlar Ligi   | 30,06 | 14      | 7       | 7       | 14           | 7            | 7            | 28     | 14     | 14     |
| Coppa di Turchia | -     | 1       | 0       | 1       | 0            | 0            | 0            | 2      | 1      | 1      |
| Totale           | -     | 15      | 7       | 8       | 14           | 7            | 7            | 30     | 15     | 15     |

G = partite giocate; V = partite vinte; P = partite perse

### Statistiche dei giocatori
| Giocatore      | Campionato | Campionato | Campionato | Campionato | Campionato | Coppa di Turchia | Coppa di Turchia | Coppa di Turchia | Coppa di Turchia | Coppa di Turchia | Totale | Totale | Totale | Totale | Totale |
| Giocatore      | P          | PT         | AV         | MV         | BV         | P                | PT               | AV               | MV               | BV               | P      | PT     | AV     | MV     | BV     |
| -------------- | ---------- | ---------- | ---------- | ---------- | ---------- | ---------------- | ---------------- | ---------------- | ---------------- | ---------------- | ------ | ------ | ------ | ------ | ------ |
| B. Akbay       | 13         | 45         | 26         | 13         | 6          | 0                | 0                | 0                | 0                | 0                | 13     | 45     | 26     | 13     | 6      |
| C. Aktaş       | 26         | 131        | 105        | 11         | 15         | 2                | 2                | 1                | 0                | 1                | 28     | 133    | 106    | 11     | 16     |
| S. Altay       | 16         | 89         | 79         | 5          | 5          | 2                | 9                | 8                | 1                | 0                | 18     | 98     | 87     | 6      | 5      |
| E. Avcı        | 25         | 236        | 148        | 57         | 31         | 2                | 21               | 13               | 6                | 2                | 27     | 257    | 161    | 63     | 33     |
| A. Drews       | 27         | 471        | 397        | 43         | 31         | 2                | 50               | 45               | 3                | 2                | 29     | 521    | 442    | 46     | 33     |
| A. Girgin      | 13         | 0          | 0          | 0          | 0          | 0                | 0                | 0                | 0                | 0                | 13     | 0      | 0      | 0      | 0      |
| S. Gönülkırmaz | 26         | 151        | 70         | 39         | 42         | 2                | 13               | 8                | 2                | 3                | 28     | 164    | 78     | 41     | 45     |
| K. Hunter      | 27         | 95         | 33         | 39         | 23         | 2                | 13               | 4                | 6                | 3                | 29     | 108    | 37     | 45     | 26     |
| B. Kara        | 27         | 60         | 47         | 5          | 8          | 2                | 8                | 7                | 0                | 1                | 29     | 68     | 54     | 5      | 9      |
| S. Kurt        | 25         | 0          | 0          | 0          | 0          | 2                | 0                | 0                | 0                | 0                | 27     | 0      | 0      | 0      | 0      |
| S. Lee         | 27         | 400        | 339        | 43         | 18         | 2                | 32               | 26               | 6                | 0                | 29     | 432    | 365    | 49     | 18     |
| M. Memiş       | 26         | 0          | 0          | 0          | 0          | 2                | 0                | 0                | 0                | 0                | 28     | 0      | 0      | 0      | 0      |
| E. Ruşut       | 0          | 0          | 0          | 0          | 0          | -                | -                | -                | -                | -                | 0      | 0      | 0      | 0      | 0      |
| Z. Ünal        | 0          | 0          | 0          | 0          | 0          | 0                | 0                | 0                | 0                | 0                | 0      | 0      | 0      | 0      | 0      |
| D. Uyanık      | 3          | 0          | 0          | 0          | 0          | 0                | 0                | 0                | 0                | 0                | 3      | 0      | 0      | 0      | 0      |

P = presenze; PT = punti totali; AV = attacchi vincenti; MV = muri vincenti; BV = battute vincenti